# Hrovača
Hrovača – wieś w Słowenii, w gminie Ribnica. W 2018 roku liczyła 319 mieszkańców.